# Нагаркотская резня
Нагаркотская резня (непальск. नगरकोट हत्याकाण्ड) — массовое убийство, произошедшее 14 декабря 2005 года близ села Нагаркот, Королевство Непал. Непальский сержант Басудев Тхапа из штурмовой винтовки FN FAL убил 11 и ранил 19 человек, после чего был застрелен сослуживцем.

## Стрельба
Около 250 человек отмечали полнолуние лунного месяца Мангсир в храме Кали Деви в Чиханданде. Между сержантом Басудевом Тхапой и молодёжью из соседней деревни Пипалбот разгорелся спор. Когда молодые люди начали избивать его, якобы пьяный солдат напал на одного из них, угрожая ножом. С криками «Я вернусь и убью вас всех!», Тхапа уехал в казармы на своём мотоцикле и вернулся уже с автоматом FN FAL. Хотя в то время он был не на дежурстве, Тхапе разрешили покинуть казарму с оружием без соблюдения каких-либо формальностей.
Примерно через полчаса, в 23:30, Тхапа и трое его сослуживцев вернулись к храму. Тхапа произвёл несколько выстрелов в воздух, прежде чем открыть беспорядочную стрельбу по жителям села, которые пытались укрыться от выстрелов в храме.

## Жертвы
| - Рам Лал Нагаркоти, 40 лет - Нани Нагаркоти, 19 лет, дочь Рам Лал Нагаркоти - Чола Канта Панта - Суджан Шрешта | - Аайте Таманг - Бхагван Таманг - Дипак Таманг, 5 лет - Дхамаи Сингх Таманг, 11 лет | - Кале Таманг - Майя Таманг - Ниру Таманг |

## Последствия
Расследовать произошедшее король Гьянендра поручил комиссии из трёх членов во главе с бывшим судьей Верховного суда Топ Бахадуром Сингхом. Хотя многие первоначальные новости говорят, что погибли 12 гражданских лиц, в официальном сообщении указывается, что убиты были 11 человек, ещё 19 были ранены. Всего было произведено 200 выстрелов, после чего Тхапа был убит. Королевская непальская армия заявила, что Тхапа покончил жизнь самоубийством, однако многие свидетели утверждали, что он был убит одним из его сослуживцев. Позднее было установлено, что сержант скончался от ранения в грудь, которое не могло быть нанесено им самим. Этот факт противоречит официальной версии гибели Тхапы.
Официальный отчет расследования опубликован 3 января 2006 года. В отчете говорилось, что «Тхапа покончил жизнь самоубийством, застрелившись, и не было обнаружено никаких доказательств причастности к этому инциденту кого-либо, кроме Тхапы». Кроме того, было отмечено, что Тхапа в прошлом был недисциплинированным солдатом и препятствовал работе, и что старший офицер казарм Нагаркота не смог поддерживать дисциплину среди своего персонала. В докладе также рекомендовалось выплатить компенсацию жертвам и их семьям и позаботиться об их образовании и средствах к существованию.
Семьи жертв резни несколько раз протестовали в Катманду из-за пассивности правительства в предоставлении компенсаций, рекомендованных комитетом по расследованию.